# Aproksymacja liniowa

Styczna do wykresu funkcji przechodząca przez punkt

Aproksymacja liniowa funkcji – przybliżenie jej za pomocą funkcji liniowej.

## Interpolacja liniowa
Szczególnym przypadkiem aproksymacji liniowej jest interpolacja liniowa, w której wybierane są dwa różne argumenty funkcji, zwane węzłami, po czym konstruowana jest funkcja liniowa mająca w węzłach te same wartości co funkcja przybliżana.

## Aproksymacja za pomocą wzoru Taylora
Dla danej funkcji różniczkowalnej {\displaystyle f} jednej zmiennej, na mocy wzoru Taylora dla {\displaystyle n=1} można napisać:
{\displaystyle f(x)=f(a)+f'(a)(x-a)+R_{2}(x),}
gdzie {\displaystyle R_{2}} jest tzw. resztą Peana, spełniającą warunek:
{\displaystyle \lim _{x\to a}{\frac {R_{2}(x)}{x-a}}=0.}
Wyrażenie aproksymujące powstaje przez odrzucenie reszty:
{\displaystyle f(x)\approx f(a)+f'(a)(x-a)}
i przybliżenie to jest tym lepsze, im {\displaystyle x} jest bliższe {\displaystyle a.} Wyrażenie po prawej stronie przedstawia równanie prostej stycznej do wykresu funkcji {\displaystyle f(x),} w punkcie o współrzędnych {\displaystyle (a,f(a)).}
Analogiczne wyrażenie otrzymamy dla funkcji o wartościach (lub argumentach) wektorowych, przy czym pochodną zastępuje macierz Jacobiego funkcji. Na przykład jeżeli {\displaystyle f(x,y)} jest funkcją rzeczywistą dwóch zmiennych, otrzymujemy wzór:
{\displaystyle f\left(x,y\right)\approx f\left(a,b\right)+{\frac {\partial f}{\partial x}}\left(a,b\right)\left(x-a\right)+{\frac {\partial f}{\partial y}}\left(a,b\right)\left(y-b\right).}
Wyrażenie po prawej stronie przedstawia równanie płaszczyzny stycznej do powierzchni, będącej wykresem funkcji {\displaystyle z=f(x,y)} w punkcie o współrzędnych {\displaystyle (a,b,f(a,b)).}
Uogólnienie powyższego na przypadek przestrzeni Banacha wygląda następująco:
{\displaystyle f(x)\approx f(a)+Df(a)(x-a),}
gdzie {\displaystyle Df(a)} jest pochodną Frecheta funkcji {\displaystyle f} dla {\displaystyle x=a.}

### Przykład
Aproksymację liniową można wykorzystać do obliczenia przybliżonej wartości {\displaystyle {\sqrt[{3}]{25}}.}
1. Rozważana jest funkcja {\displaystyle f(x)=x^{1/3}.} Problem polega na obliczeniu przybliżonej wartości funkcji {\displaystyle f(25).}
2. Jest
{\displaystyle f'(x)=1/3x^{-2/3}.}
3. Korzystając z aproksymacji liniowej:
{\displaystyle f(25)\approx f(27)+f'(27)(25-27)=3-2/27=2{\frac {25}{27}}=2,(925).}
4. Otrzymany wynik 2,926, niewiele różni się od wartości dokładnej 2,924…